# Otto Klöden
Otto Klöden (* 16. Mai 1895 in Görlitz, Niederschlesien; † 5. April 1986 in Reutlingen) war ein deutscher Erziehungswissenschaftler und schlesischer Vertriebenenfunktionär.
Klöde legte 1914 in Reichenbach/O.L. die erste Lehrerprüfung ab. Am Ersten Weltkrieg nahm er als Offizier teil, ging dann in den Volksschuldienst; er begann 1921 das Studium der Germanistik und Geschichte an der Universität Breslau, promovierte 1927 zum Dr. phil., bestand beide Staatsexamina für den höheren Schuldienst und wurde 1935 als Professor für Erziehungswissenschaft und Allgemeine Didaktik an die Hochschule für Lehrerbildung nach Hirschberg (Schlesien) im Riesengebirge berufen. Im Zweiten Weltkrieg diente Klöden in Polen, in Frankreich und Russland und wurde im Juli 1945 als Oberstleutnant aus amerikanischer Gefangenschaft entlassen.
Ab 1953 war er Schulrat, dann Oberschulrat und Leiter des Bezirksschulamtes in Reutlingen. Er gründete 1948 die Landesgruppe Württemberg-Hohenzollern und war Landesvorsitzender von Baden-Württemberg, seit 1968 auch stellvertretender Bundesvorsitzender der Landsmannschaft Schlesien, ferner Mitglied der Schlesischen Landesversammlung und stellvertretender Vorsitzender im Bund der Vertriebenen Baden-Württemberg. Der Kirchentag evangelischer Schlesier wählte ihn zum ersten stellvertretenden Präsidenten. Neben pädagogischen Studien veröffentlichte Klöden viele Abhandlungen wie Zeitungsartikel zur politischen und Kulturgeschichte des deutschen Ostens und zu Grundfragen der deutschen Ostpolitik. Er erhielt 1973 den Schlesierschild.

## Ehrungen
- 1972: Schlesierschild
- 1980: Großes Bundesverdienstkreuz
- 1985: Verdienstmedaille des Landes Baden-Württemberg

## Schriften
- Der Begriff der Naturgemässheit bei Comenius und Rousseau, Heinze 1928
- Zum Problem des Selbstbestimmungsrechts in Ost-Mitteleuropa seit dem Ersten Weltkrieg, Stuttgart 1973